# Associazione Calcio Fiorentina 1976-1977
Questa voce raccoglie le informazioni riguardanti l'Associazione Calcio Fiorentina nelle competizioni ufficiali della stagione 1976-1977.

## Stagione
Il primo impegno affrontato dalla Fiorentina nella stagione 1976-77 fu la prima fase della Coppa Italia; dopo aver vinto le prime due gare, i viola pareggiarono gli ultimi due incontri (fra cui quello con i diretti rivali dell'Inter) giungendo al secondo posto finale che comporterà l'eliminazione della squadra dal torneo nazionale.
Dopo aver battuto il Cesena alla prima di campionato, per tutto il mese di ottobre la Fiorentina ebbe un rendimento discontinuo subendo due sconfitte interne consecutive contro Lazio e Torino. A partire da novembre la squadra migliorerà le proprie prestazioni ottenendo una striscia di dodici risultati utili consecutivi che la porteranno ad accreditarsi fra le contendenti per la qualificazione in Coppa UEFA.

Il portiere Massimo Mattolini ottenne in questa stagione il ruolo di titolare, subentrando a un non più giovane Superchi ceduto al Verona.

Superato un periodo di crisi a cavallo fra febbraio e marzo la Fiorentina, seppure con qualche battuta di arresto, rimarrà saldamente nelle posizioni valide per l'accesso nella terza competizione europea: vincendo gli scontri diretti con le altre concorrenti in calo (fra cui il Napoli, sconfitto a tavolino per via di intemperanze del pubblico partenopeo), i viola si assicurarono la terza piazza del campionato, seppur distante 15 punti dal Torino secondo e 16 dalla Juventus campione.
Durante la seconda parte del campionato la Fiorentina disputò anche la Coppa Mitropa, in un girone che la vide opposta a Vasas Sparta Praga e Vojvodina: perdendo tutte le gare esterne i viola conclusero il girone al terzo posto, con due punti di svantaggio sulla vetta e una differenza reti negativa.

## Divise
Le divise costituite da maglia viola, calzoncini bianchi e calzettoni viola rimangono vengono confermate assieme all'alternativa interamente bianca con bordi viola sulle maglie.
| Casa | Trasferta |  |

## Organigramma societario
Area direttiva
Presidente: Ugolino Ugolini
Area direttiva
Segretario: Raffaele Righetti
Area tecnica
Direttore sportivo: Egisto Pandolfini
Allenatore: Carlo Mazzone
Area sanitaria
Massaggiatore: Ennio Raveggi

## Rosa
| N. |                   | Ruolo | Calciatore          |
| -- | ----------------- | ----- | ------------------- |
|    | Italia (bandiera) | P     | Alberto Ginulfi     |
|    | Italia (bandiera) | P     | Massimo Mattolini   |
|    | Italia (bandiera) | D     | Mauro Della Martira |
|    | Italia (bandiera) | D     | Giancarlo Galdiolo  |
|    | Italia (bandiera) | D     | Marco Marchi        |
|    | Italia (bandiera) | D     | Ennio Pellegrini    |
|    | Italia (bandiera) | D     | Marco Rossinelli    |
|    | Italia (bandiera) | D     | Alessio Tendi       |
|    | Italia (bandiera) | D     | Moreno Roggi        |
|    | Italia (bandiera) | C     | Carmelo Bagnato     |
|    | Italia (bandiera) | C     | Piero Braglia       |
|    | Italia (bandiera) | C     | Steno Gola          |

| N. |                   | Ruolo | Calciatore                     |
| -- | ----------------- | ----- | ------------------------------ |
|    | Italia (bandiera) | C     | Giancarlo Antognoni (capitano) |
|    | Italia (bandiera) | C     | Domenico Caso                  |
|    | Italia (bandiera) | C     | Antonio Di Gennaro             |
|    | Italia (bandiera) | C     | Maurizio Restelli              |
|    | Italia (bandiera) | C     | Luigi Sacchetti                |
|    | Italia (bandiera) | C     | Sergio Zuccheri                |
|    | Italia (bandiera) | A     | Giuliano Bertarelli            |
|    | Italia (bandiera) | A     | Carlo Bresciani                |
|    | Italia (bandiera) | A     | Gianfranco Casarsa             |
|    | Italia (bandiera) | A     | Sante Crepaldi                 |
|    | Italia (bandiera) | A     | Claudio Desolati               |

## Calciomercato

### Sessione estiva
| Acquisti | Acquisti            | Acquisti     | Acquisti   |
| R.       | Nome                | da           | Modalità   |
| -------- | ------------------- | ------------ | ---------- |
| P        | Alberto Ginulfi     | Verona       | definitivo |
| D        | Marco Rossinelli    | Sampdoria    | definitivo |
| C        | Carmelo Bagnato     | Ternana      | definitivo |
| C        | Piero Braglia       | Cremonese    | definitivo |
| C        | Luigi Sacchetti     | Asti         | definitivo |
| C        | Sergio Zuccheri     | Cesena       | definitivo |
| C        | Steno Gola          | Ascoli       | definitivo |
| A        | Maurizio Restelli   | L.R. Vicenza | definitivo |
| A        | Giuliano Bertarelli | Cesena       | definitivo |

| Cessioni | Cessioni          | Cessioni   | Cessioni   |
| R.       | Nome              | a          | Modalità   |
| -------- | ----------------- | ---------- | ---------- |
| P        | Franco Superchi   | Verona     | definitivo |
| D        | Giovanni Bertini  | Catania    | definitivo |
| D        | Giuseppe Brizi    | Maceratese | definitivo |
| C        | Paolo Rosi        | Ternana    | definitivo |
| C        | Claudio Merlo     | Inter      | definitivo |
| A        | Walter Speggiorin | Napoli     | definitivo |

### Sessione autunnale
| Acquisti | Acquisti | Acquisti | Acquisti |
| R.       | Nome     | da       | Modalità |
| -------- | -------- | -------- | -------- |

| Cessioni | Cessioni        | Cessioni  | Cessioni   |
| R.       | Nome            | da        | Modalità   |
| -------- | --------------- | --------- | ---------- |
| A        | Carlo Bresciani | Sampdoria | definitivo |

## Risultati

### Serie A

#### Girone di andata
| Arbitro: | Serafino (Roma) |

|          |           |                  |
| Pepe 16’ | Marcatori | 1’, 55’ Desolati |

| Arbitro: | Barbaresco (Cormons) |

|  |           |              |
|  | Marcatori | 33’ Giordano |

| Milano 24 ottobre 1976 3ª giornata | Milan               | 0 – 0 | Fiorentina | Stadio San Siro\| Arbitro: \| Panzino (Catanzaro) \| |
| Arbitro:                           | Panzino (Catanzaro) |       |            |                                                      |

| Arbitro: | Agnolin (Bassano del Grappa) |

|  |           |              |
|  | Marcatori | 78’ Graziani |

| Arbitro: | Lattanzi (Roma) |

|           |           |                            |
| Luppi 71’ | Marcatori | 14’ Desolati 34’ Antognoni |

| Arbitro: | Gussoni (Tradate) |

|                   |           |             |
| Della Martira 70’ | Marcatori | 66’ Improta |

| Arbitro: | Gonella (Torino) |

|            |           |                |
| Pruzzo 56’ | Marcatori | 72’ Rossinelli |

| Arbitro: | Benedetti (Roma) |

|                                                           |           |          |
| Rossinelli 19’ Antognoni 58’ Scala 67’ (aut.) Casarsa 83’ | Marcatori | 44’ Ripa |

| Torino 12 dicembre 1976 9ª giornata | Juventus         | 0 – 0 | Fiorentina | Stadio Comunale\| Arbitro: \| Casarin (Milano) \| |
| Arbitro:                            | Casarin (Milano) |       |            |                                                   |

| Arbitro: | Serafino (Roma) |

|          |           |              |
| Caso 84’ | Marcatori | 87’ Saltutti |

| Arbitro: | Menegali (Roma) |

|                                      |           |  |
| Caso 16’ Desolati 85’ Bertarelli 90’ | Marcatori |  |

| Perugia 9 gennaio 1977 12ª giornata | Perugia       | 0 – 0 | Fiorentina | Stadio Pian di Massiano\| Arbitro: \| Prati (Parma) \| |
| Arbitro:                            | Prati (Parma) |       |            |                                                        |

| Arbitro: | Reggiani (Bologna) |

|                |           |              |
| Rossinelli 33’ | Marcatori | 36’ Musiello |

| Arbitro: | Lattanzi (Roma) |

|              |           |                |
| Anastasi 20’ | Marcatori | 25’ Bertarelli |

| Arbitro: | Michelotti (Parma) |

|                        |           |                       |
| Della Martira 34’, 50’ | Marcatori | 42’ (aut.) Pellegrini |

#### Girone di ritorno
| Arbitro: | Lo Bello (Siracusa) |

|                          |           |          |
| Caso 33’ S. Zuccheri 53’ | Marcatori | 59’ Pepe |

| Arbitro: | Mattei (Macerata) |

|                                         |           |             |
| Viola 14’ R. Rossi 31’, 45’ D'Amico 37’ | Marcatori | 10’ Casarsa |

| Arbitro: | Gonella (Torino) |

|                |           |                    |
| Bertarelli 71’ | Marcatori | 21’ (rig.) Calloni |

| Arbitro: | Menegali (Roma) |

|                           |           |  |
| Mozzini 50’ P. Pulici 67’ | Marcatori |  |

| Arbitro: | Pieri (Genova) |

|                           |           |                |
| Casarsa 57’ Antognoni 66’ | Marcatori | 41’ C. Petrini |

| Arbitro: | Gussoni (Tradate) |

|  |           |              |
|  | Marcatori | 34’ Crepaldi |

| Arbitro: | Ciulli (Roma) |

|                    |           |                        |
| Casarsa 68’ (rig.) | Marcatori | 67’ Pruzzo 80’ Arcoleo |

| Arbitro: | Gonella (Torino) |

|                              |           |                               |
| Ulivieri 13’ Bergamaschi 27’ | Marcatori | 16’, 20’ Desolati 23’ Casarsa |

| Arbitro: | Lattanzi (Roma) |

|                    |           |                                     |
| Casarsa 86’ (rig.) | Marcatori | 48’ Cabrini 50’ Benetti 69’ Bettega |

| Arbitro: | Barbaresco (Cormons) |

|                          |           |                            |
| Saltutti 30’ Savoldi 54’ | Marcatori | 68’ Crepaldi 84’ Antognoni |

| Arbitro: | Gussoni (Tradate) |

|                         |           |  |
| Maselli 48’ Clerici 54’ | Marcatori |  |

| Arbitro: | Benedetti (Roma) |

|          |           |  |
| Caso 24’ | Marcatori |  |

| Roma 8 maggio 1977 28ª giornata | Roma             | 0 – 0 | Fiorentina | Stadio Olimpico\| Arbitro: \| Casarin (Milano) \| |
| Arbitro:                        | Casarin (Milano) |       |            |                                                   |

| Arbitro: | Serafino (Roma) |

|                        |           |  |
| Desolati 26’, 41’, 53’ | Marcatori |  |

| Arbitro: | Falasca (Chieti) |

|             |           |                               |
| Savoldi 70’ | Marcatori | 37’ (aut.) Catellani 87’ Caso |

### Coppa Italia

#### Fase a gironi
| Arbitro: | Barbaresco (Cormons) |

|  |           |             |
|  | Marcatori | 36’ Casarsa |

| Arbitro: | Lo Bello (Siracusa) |

|                           |           |                 |
| Casarsa 35’, 56’ Caso 67’ | Marcatori | 80’ De Lorentis |

| Arbitro: | Michelotti (Parma) |

|                     |           |                               |
| Bertarelli 13’, 74’ | Marcatori | 17’ Libera 52’ (rig.) Mazzola |

| Arbitro: | Panzino (Catanzaro) |

|          |           |             |
| Majo 33’ | Marcatori | 51’ Casarsa |

| 19 settembre 1976 5ª giornata |  | – Turno di riposo |  |  |

### Coppa Mitropa
| Firenze 3 novembre 1976 1ª giornata | Fiorentina | 0 – 0 referto | Vojvodina | Stadio Comunale\| Arbitro: \| Hámori \| |
| Arbitro:                            | Hámori     |               |           |                                         |

| Arbitro: | Kopal |

|            |           |  |
| Kovács 17’ | Marcatori |  |

| Arbitro: | Manojlovski |

|                              |           |  |
| Casarsa 9’, 34’ Desolati 41’ | Marcatori |  |

| Praga 16 marzo 1977 4ª giornata | Sparta ČKD Praga | 2 – 0 referto | Fiorentina | Stadion Letná\| Arbitro: \| Somlai \| |
| Arbitro:                        | Somlai           |               |            |                                       |

| Arbitro: | Maksimovic |

|                               |           |                        |
| Vučeković 17’, 19’, 44’ Mokuš | Marcatori | 5’ Casarsa 71’ Braglia |

| Arbitro: | Ristić |

|                             |           |            |
| Di Gennaro 5’ Sacchetti 87’ | Marcatori | 55’ Fekete |

## Statistiche

### Statistiche dei giocatori
Sono in corsivo i calciatori che hanno lasciato la società a stagione in corso.
A completamento delle statistiche sono da considerare 2 autogol a favore dei viola in campionato. 
| Giocatore        | Serie A  | Serie A | Coppa Italia | Coppa Italia | Coppa Mitropa | Coppa Mitropa | Totale   | Totale |
| Giocatore        | Presenze | Reti    | Presenze     | Reti         | Presenze      | Reti          | Presenze | Reti   |
| ---------------- | -------- | ------- | ------------ | ------------ | ------------- | ------------- | -------- | ------ |
| G. Antognoni     | 28       | 4       | 4            | 0            | 4             | 0             | 36       | 4      |
| C. Bagnato       | 8        | 0       | 0            | 0            | 4             | 0             | 12       | 0      |
| G. Bertarelli    | 15       | 3       | 4            | 2            | 1             | 0             | 20       | 5      |
| P. Braglia       | 1        | 0       | 0            | 0            | 2             | 1             | 3        | 1      |
| C. Bresciani     | 0        | 0       | 3            | 0            | 0             | 0             | 3        | 0      |
| G. Casarsa       | 27       | 6       | 4            | 4            | 5             | 3             | 36       | 13     |
| D. Caso          | 24       | 4       | 4            | 1            | 3             | 0             | 31       | 5      |
| S. Crepaldi      | 4        | 2       | 0            | 0            | 5             | 0             | 9        | 2      |
| M. Della Martira | 12       | 3       | 4            | 0            | 3             | 0             | 19       | 3      |
| C. Desolati      | 19       | 9       | 2            | 0            | 5             | 1             | 26       | 10     |
| A. Di Gennaro    | 4        | 0       | 0            | 0            | 2             | 1             | 6        | 1      |
| G. Galdiolo      | 29       | 0       | 4            | 0            | 3             | 0             | 36       | 0      |
| A. Ginulfi       | 1        | -0      | 0            | -0           | 3             | -5            | 4        | -5     |
| S. Gola          | 18       | 0       | 3            | 0            | 4             | 0             | 25       | 0      |
| M. Marchi        | 5        | 0       | 0            | 0            | 2             | 0             | 7        | 0      |
| M. Mattolini     | 30       | -31     | 4            | -4           | 3             | -3            | 37       | -38    |
| E. Pellegrini    | 30       | 0       | 4            | 0            | 5             | 0             | 39       | 0      |
| M. Restelli      | 22       | 0       | 2            | 0            | 6             | 0             | 30       | 0      |
| M. Rossinelli    | 22       | 3       | 3            | 0            | 3             | 0             | 28       | 3      |
| L. Sacchetti     | 10       | 0       | 0            | 0            | 2             | 1             | 12       | 1      |
| A. Tendi         | 24       | 0       | 2            | 0            | 6             | 0             | 32       | 0      |
| S. Zuccheri      | 21       | 1       | 4            | 0            | 4             | 0             | 29       | 1      |